# Gustav Stresemann
Gustav Stresemann (Berlin, 10. svibnja 1878. – Berlin, 3. listopada 1929.) je bio državnik i najznačajnija ličnost za stabilizaciju Njemačke u međuratnom periodu i vraćanje povjerenja međunarodne zajednice u nju. 
Obrazovao se na sveučilištima u Berlinu i Leipzigu. Godine 1907. postao je najmlađi poslanik parlamenta. Tijekom Prvog svjetskog rata podržavao je njemačku carsku politiku. Poslije poraza, Stresemann je usvojio republikanske oblike vladavine, ali se žestoko protivio odredbama Versajskog ugovora. Kao vođa Narodne stranke - Volkspartei (čiji je bio i osnivač) Stresemann je postao kancelar koalicijskog kabineta (1923.), kratko nakon francuske i belgijske okupacije Ruhra. U nekoliko sljedećih kabineta bio je ministar vanjskih poslova (1923. – 1929.) i preorijentirao je njemačku vanjsku politiku putem pomirenja sa Saveznicima. Evakuirao je Ruhr 1924. godine, potpisao Locarno pakt 1925. (kojim je potvrđena nepromjenjivost granica između Njemačke, Francuske i Belgije) i ustanovio Rajnsku oblast kao neutralni teritorij. Narednih godina vršio je pritisak na saveznike da evakuiraju prvu zonu Rajnske oblasti i radio na uključenju Njemačke u Ligu naroda. Za svoj rad, zajedno s francuskim kolegom Aristideom Briandom, dobio je 1926. godine Nobelovu nagradu za mir. Stresemann je bio potpisnik Briand-Kelogovok pakta (1928.), kojim je rat stavljen van zakona, i upravo je prihvatio Jangov plan kada ga je smrt zadesila u Berlinu, 1929. godine.

## Vanjske poveznice
- Hitler, Stresemann and the Discontinuity of German Foreign Policy by Edgar Feuchtwanger
- Nobel biography  Arhivirana inačica izvorne stranice od 23. srpnja 2008. (Wayback Machine)